# Ezio

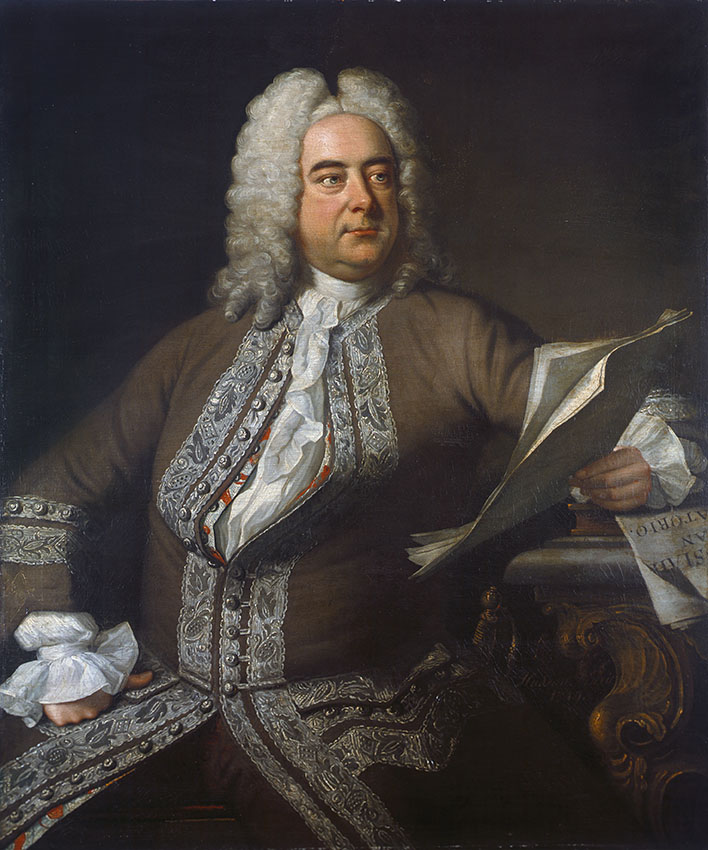
Georg Friedrich Haendel

Ezio (HWV 29) est un opéra en trois actes de Georg Friedrich Haendel, créé à Londres le 15 janvier 1732.
Le livret est adapté de Métastase, par un librettiste non identifié.

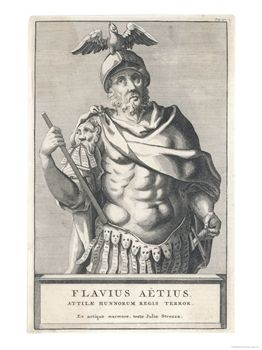

## Rôles
| Rôle         | Voix         | Première, le 15 janvier 1732 |
| ------------ | ------------ | ---------------------------- |
| Ezio         | alto castrat | Senesino                     |
| Fulvia       | soprano      | Anna Maria Strada del Pò     |
| Valentiniano | alto         | Anna Bagnolesi               |
| Onoria       | alto         | Francesca Bertolli           |
| Massimo      | ténor        | Giovanni Battista Pinacci    |
| Varo         | basse        | Antonio Montagnana           |

## Discographie
- Ezio avec Ann Hallenberg, Karina Gauvin, Sonia Prina, Anicio Zorzi Giustiniani, Vito Priante et Marianne Andersen - Il Complesso Barocco dir. Alan Curtis - 3CD Archiv Produktion (2009) (OCLC 881246867)